# Catterino Cavos
Catterino Camillo Cavos, también conocido en ruso como Katerino Albertovich Kavos (en ruso: Катерино Альбертович Ка́вос) (Venecia, 30 de octubre de 1775-San Petersburgo, 10 de mayo de 1840) fue un compositor, director de orquesta y profesor de música italiano afincado en Rusia. 

## Biografía
Era hijo de Alberto Cavos, empresario del Teatro La Fenice de Venecia. Fue alumno de Francesco Bianchi. En 1798 se instaló en Rusia, donde fue nombrado director del Teatro Imperial de San Petersburgo, local en el que estrenó varias óperas, como Ilya Bogatyr (1807) e Ivan Susanin (1815). Fue también profesor de canto.
Estuvo casado con la cantante Camilla Baglioni, con la que tuvo tres hijos: Alberto Cavos, arquitecto; César Cavos, también arquitecto; e Ivan Cavos, director de la Ópera italiana de San Petersburgo. Su nieta Camilla Cavos, hija de Alberto, fue madre del pintor Alexandre Benois y el arquitecto Leon Benois.

## Óperas
- Suliman vtoroi, ili Tri sultanshi (Solimán II, o Los tres sultanes, 1798)
- Lesta, dneprovskaya rusalka (1804)
- Knyaz nevidimka, ili Licharda volshebnik (El príncipe invisible, 1805)
- Lyobovnaya pochta (La carta de amor, 1806)
- Ilya Bogatyr (Ilya el héroe, 1807)
- Tri brata gorbuna (Tres hermanos agachados, 1808)
- Kazak-stikhotvorets (El cosaco como poeta, 1812)
- Ivan Susanin (1815)
- Dobrynya Nikitich (1818)
- Zhar-ptitsa (El pájaro de fuego, 1823)